# Гундакер III фон Щархемберг-Щайнбах-Вилдберг
Гундакер III фон Щархемберг-Щайнбах-Вилдберг (на немски: Gundacker III von Starhemberg auf Steinbach und Wildberg; † 1240/1245/1253) е благородник от стария австрийски род Щархемберг, господар на Щархемберг-Щайнбах при Гризкирхен и Вилдберг при Линц в Горна Австрия.

## Живот
Той е син на Гундакар II фон Щайр-Щайнбах († 1224) и съпругата му Елизабет фон Хауншперг († 1212), дъщеря на Готшалк фон Хауншперг-Вилдбург и Димут фон Прантберг. Внук е на Гундакер I фон Щархемберг-Щайнбах († 1204), 'фогт' (байлиф) на Гарстен (Долна Австрия) през 1150 г., и Рихеца фон Щайнбах. Правнук е на Дуринг I фон Щайр († сл. 1118) и Елизабет фон Щайнбах. Сестра му Еуфемия е омъжена за Хадмар фон Куенринг-Вайтра († 31 юли 1218).
Дядо му Гундакар фон Щайр построява през 1236 г. замък „Щорхенберг или Щархемберг“ при Ден Хааг ам Хаузрюк в Горна Австрия и се нарича на него. Дворецът е продаден на австрийския ерцхерцог Албрехт II, но те остават да живеят там до 1379 г., когато замъкът Щархемберг отива при ерцхерцог Албрехт III от Австрия.
Баща му Гундакер II, синът на Гундакар I, наследява през 1198 г. замък Вилдберг при Линц от тъста си Готшалк фон Хауншперг-Вилдберг. Вилдберг остава до днес повече от 800 години собственост на Щархембергите.
През 1559 г. фамилията получава Графството Шаунберг и замъкът Шаунберг е до днес нейна собственост. Дворецът Шрахенберг в центъра на град Ефердинг е 450 години собственост на княжеската фамилия фон Щархемберг.
Щархембергите са от 1643 г. имперски графове и от 1765 г. имперски князе.
- Старият замък Щирабург
- Замък Щархемберг (1674)
- Замък Вилдберг (ок. 1674)

## Фамилия
Гундакер III фон Щархемберг-Щайнбах-Вилдберг се жени ок. 1216 г. за Кунигунда фон Плайн-Хардег († 1273), дъщеря на граф Луитполд фон Плайн-Хардег († 1193) и Ида фон Бургхаузен († 1210). Те има трима сина:
- Дитмар фон Щайер († 1260)
- Гундакар IV фон Щархемберг (†1265/75), женен 1241 г. за Лойкардис фон Капелен, дъщеря на Пилгрим фон Капелен и Гизела фон Фихофен; имат седем деца
- Рюдигер фон Щархемберг